# Erik Troell
Karl Erik Troell, född 1 juni 1896 i Eslöv, död 26 december 1979 i Halmstad, var en svensk kemist. Han var son till byggmästaren Jöns Troell och farbror till Jan Troell. 
Efter studentexamen i Eslöv 1916 blev Troell filosofie kandidat vid Lunds universitet 1921, filosofie magister 1929, filosofie licentiat 1928 och filosofie doktor 1937. Han var amanuens vid kemiska institutionen vid Lunds universitet 1924-29, Ramsaystipendiat i England 1929–30, assistent vid Kungliga Tekniska högskolan 1930–37, speciallärare i kemi där 1931–37, laboratoriechef vid AB Bofors 1937–47, chef för patentavdelningen 1948–55 och chefsbibliotekarie där 1937–61. 
Troell var styrelseledamot i Tekniska litteratursällskapet 1945–59. Han författade Om molybdenoctocyanider: en preparativ och kinetisk undersökning  (doktorsavhandling 1937), Aktuella förkortningar (1962, ny utökad upplaga 1965) samt diverse skrifter inom kemi och agrikulturkemi.